# Carlos Costa (Bankmanager)

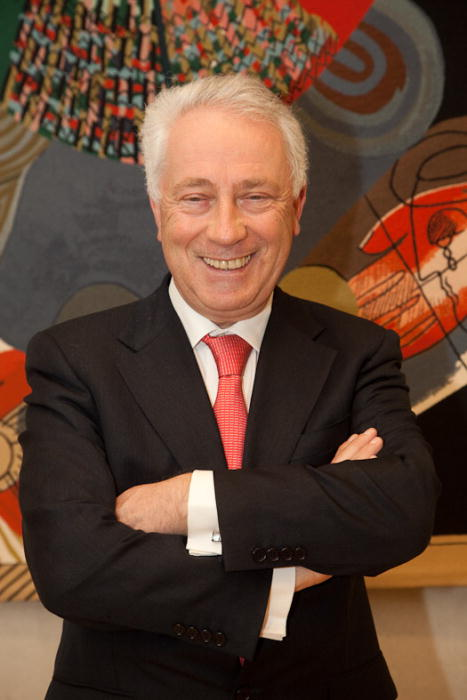
Carlos Costa 2010

Carlos Costa da Silva (* 3. November 1949 in Oliveira de Azeméis) ist ein portugiesischer Ökonom und Bankmanager. Er war von 2010 bis 2020 Gouverneur der Banco de Portugal.

## Werdegang
Carlos Costa hat 1973 einen Titel in Wirtschaftswissenschaft an der Universität Porto erworben und promovierte dort. 1981 wechselte er zur ehemaligen Banco Português do Atlântico, jetzt Banco Comercial Português (BCP) in die Forschungsabteilung. Als Mitglied des wirtschaftspolitischen Ausschusses der EU von 1986 bis 1992 war er an der europäischen Integration beteiligt, bevor er Kabinettschef des portugiesischen EU-Kommissars von 1993 bis 1999 wurde.
Er war ab 2006 Vizepräsident der Europäischen Investitionsbank und verantwortlich für die Finanzoperationen der Bankenfinanzierung in Spanien, Portugal, Belgien und Luxemburg, sowie in Asien und Südamerika. Zuvor hatte er Positionen im Aufsichtsrat bei der portugiesischen Caixa Geral de Aposentações, einer Bank für Pensionsfonds, sowie bei der Banco Nacional Ultramarino und der Itaú Unibanco.
Im Juni 2010 wurde Costa als Gouverneur der Banco de Portugal berufen. Er übernahm das Amt von Vítor Constâncio, der im selben Jahr zum Vizepräsidenten der EZB berufen wurde. Als Gouverneur der portugiesischen Zentralbank gehörte er auch dem Rat der Europäischen Zentralbank an, deren oberstem Beschlussgremium. In seine Amtszeit fiel unter anderem die Eurokrise, von der auch Portugal betroffen war. 2020 endete Costas Amtszeit; zu seinem Nachfolger wurde Mário Centeno ernannt, der das Amt im Juli 2020 antrat.